# Acacia nodiflora
Acacia nodiflora är en ärtväxtart som beskrevs av George Bentham. Acacia nodiflora ingår i släktet akacior, och familjen ärtväxter. Inga underarter finns listade i Catalogue of Life.